# Zhou Zuoren
Zhou Zuoren (en mandarín 周作人; pinyin: Zhōu Zùorén) (Shaoxing, Zhejiang, 16 de enero de 1885 - 6 de mayo de 1967) fue un escritor, ensayista y traductor chino, hermano de Lu Xun (Zhou Shuren), tercero de cuatro hermanos.
Se educó en la Academia Naval de Jiangnan, donde ingresó siendo apenas un adolescente. Siguió en eso los pasos de su hermano Lu Xun, y continuó sus estudios en Japón en 1906. Allí estudió griego antiguo y tradujo los Evangelios al chino clásico, e hizo lecturas de Filología china con el estudiante revolucionario Zhang Binglin en la Universidad Rikkyo. Se licenció en arquitectura civil y volvió a China en 1911, con una esposa japonesa, y empezó a enseñar en distintas instituciones. Escribió ensayos en chino vernáculo para la influyente revista La Jeunesse, y se fue formando como figura del Movimiento Cuatro de Mayo. Abogó por la reforma literaria. En 1918 publicó un artículo llamando por una Literatura Humanista en que "ninguna costumbre o movimiento que renueve los instintos o la naturaleza humana sea rechazada o rectificada". Como ejemplos, citó los hijos sacrificados por sus propios padres y las viudas quemadas vivas para acompañar a sus maridos difuntos. El ideal literario de Zhou fue democrático e individualista. Por otro lado, Zhou distinguió entre literatura "democrática" y "popular". El pueblo no puede formarse a sí mismo, y eso supone una diferencia respecto a una elite.
Sus ensayos cortos, con un estilo muy nuevo, han sido muy leídos hasta hoy. Mis estudios misceláneos (我的雜學) es en particular interesante en cuanto a folklore, antropología e historia natural. Uno de sus escritores favoritos fue Havelock Ellis. También fue un prolífico traductor del griego clásico y la literatura clásica japonesa. Muchas de sus traducciones fueron pioneras: una de los mimos griegos, de la lírica de Safo, de las tragedias de Eurípides, de Kojiki, del Ukiyoburo de Shikitei Sanba, de Makura no Sōshi de Sei Shōnagon y de una colección de Kyōgen. Una traducción de los Diálogos de Luciano de Samosata le llevó casi toda su vida, pero tuvo un magnífico acabado literario. Igualmente fue el primero en traducir (desde el inglés) la Historia de Alí Babá y los cuarenta ladrones al chino (conocida como Xianü Nu o 俠女奴). Fue canciller de la Universidad de Pekín en 1939.
En 1945, tras la segunda guerra sino-japonesa], Zhou fue arrestado por traición por el gobierno nacionalista de Chiang Kai-shek, alegando que colaboró durante la ocupación del norte de China. Fue sentenciado a 14 años en la prisión de Nankín, pero se le liberó en 1949 por parte del Partido Comunista después de un indulto, y volvió a Pekín para proseguir con sus traducciones y escritos, aunque publicó su obra bajo pseudónimos. Murió durante la Revolución Cultural.
- Datos: Q198051
- Multimedia: Zhou Zuoren / Q198051